# Оппоков, Георгий Ипполитович
Гео́ргий Ипполи́тович Оппо́ков (А. Ло́мов) (24 января (5 февраля) 1888, Саратов — 2 сентября 1937, Москва) — советский государственный и политический деятель, народный комиссар юстиции в первом Совете Народных комиссаров РСФСР. Расстрелян в 1937 году, реабилитирован посмертно.

## Биография
Родился 24 января (5 февраля) 1888 в Саратове в дворянской семье, сын управляющего Саратовским отделением Государственного банка, русский. Внук священника Захария Ивановича Оппокова, двоюродный брат М. С. Грушевского.
Член РСДРП с 1903, большевик.
1906—1910 — юридический факультет Петербургского университета (в 1913 экстерном сдал государственный экзамен). Сотрудничал с газетами «Новая Жизнь» (Петербург), «Волна» (Саратов) и «Борьба» (Москва), в журнале «Школа и Жизнь» (Саратов).
Участник революции 1905—1907 гг. Член Московского окружного и Московского городского комитетов РСДРП (1907—1908), ответственный организатор Лефортовского района г. Москвы. С 1909 секретарь Петербургского комитета РСДРП и член его Исполнительной комиссии, некоторое время примыкал к отзовистам.
1910—1913 — арестован, выслан под гласный надзор полиции в Архангельскую губернию, участвовал в научных экспедициях по Северному Ледовитому океану.
1916—1917 — арестован, сослан в Иркутскую губернию. После Февральской революции 1917 вернулся в Москву.

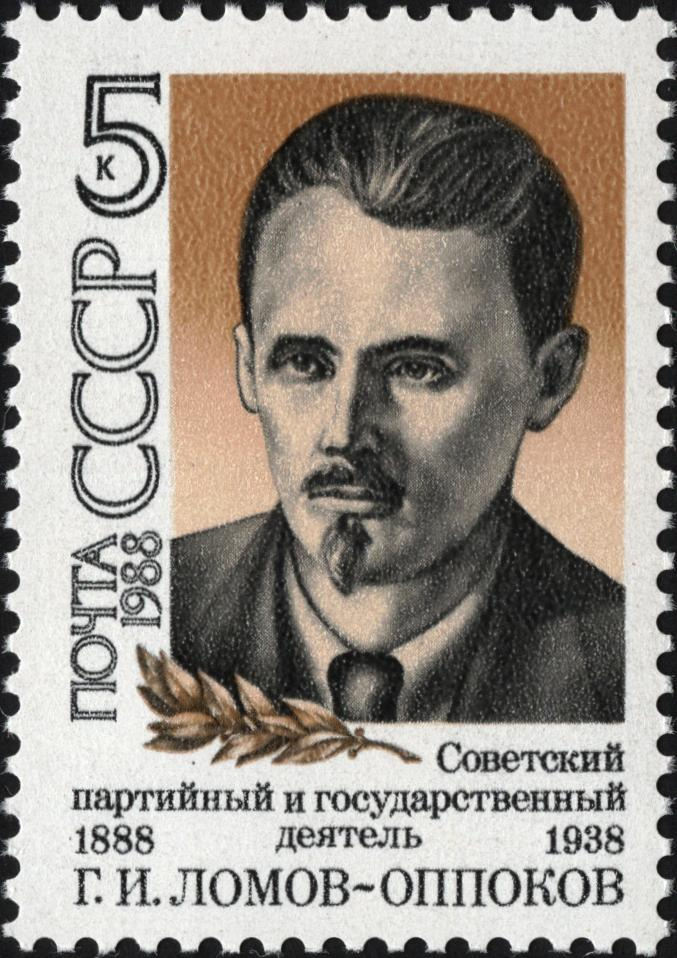
Почтовая марка СССР, 1988 год

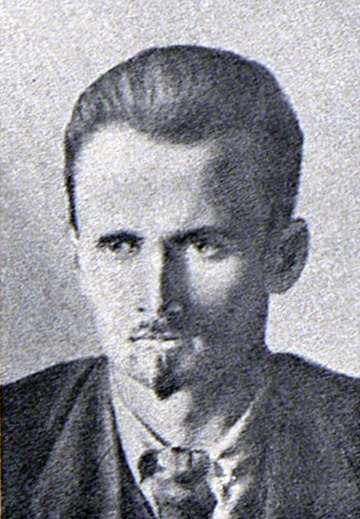
Георгий Ипполитович Оппоков

### Основные должности
1917—1917 — нарком юстиции (октябрь — ноябрь 1917).
1918—1921 — член Президиума и заместитель председателя ВСНХ (руководил топливным снабжением).
1921—1923 — член Сиббюро ЦК РКП(б), член Сибревкома, председатель Сибпромбюро ВСНХ; член Уралбюро ЦК РКП(б), председатель Уралэкономсовета.
1923—1926 — председатель Нефтесиндиката, член Президиума ВСНХ СССР, член МК РКП(б) и Моссовета.
1926—1929 — председатель правления «Донуголь».
1929—1931 — член Президиума ВСНХ СССР.
1931—1933 — заместитель председателя Госплана СССР.
1933—1937 — член бюро Комиссии советского контроля при СНК СССР.

### Партийная и общественная жизнь
Партийный псевдоним — Афанасий, Жорж; литературный псевдоним — А. Ломов.
- Член Московского областного бюро Советов (избран на Московском областном съезде Советов (28 мая — 2 июня 1917).
- 24 — 25 октября 1917 находился в Смольном, участвовал в руководстве восстанием.
- Член Учредительного собрания (от Владимирского избирательного округа).
- Как «левый коммунист» выступал против заключения Брестского мира.
- Был делегатом:.
  - II («Второй Общероссийской») партийной конференции (21- 23 июля 1907, Котка, Финляндия).
  - VII (Апрельской) Всероссийской конференции РСДРП(б).
  - II Всероссийского съезда Советов рабочих и солдатских депутатов.
  - VI—XII, XIV—XVII съездов партии.
- Избирался кандидатом в члены ЦК РКП(б) — ЦК ВКП(б):
  - 1918 — на VII съезде РКП(б);
  - 1925 — на XIV съезде ВКП(б).
- Избирался членом ЦК РСДРП(б) — ЦК ВКП(б):
  - 1917 — на VI съезде РСДРП(б);
  - 1927 — на XV съезде ВКП(б);
  - 1930 — на XVI съезде ВКП(б).
- 1934 — на XVII съезде ВКП(б) избирался членом Комиссии советского контроля (КСК).
- Член Центрального исполнительного комитета всех созывов.

До ареста проживал по адресу: г. Москва, Спасопесковский переулок., д. 3/1, кв. 50.

### Арест, расстрел
В июне 1937 года бывший начальник «Донбассугля» С. А. Саркисов написал донос в ЦК ВКП(б) на члена КСК при СНК СССР Ломова-Оппокова, следствием чего была резолюция В. М. Молотова «За немедленный арест этой сволочи Ломова». Арестован в июне 1937 г. (по официальным данным 28 августа)  1937 года (сам Саркисов был арестован в июле 1937 г.). Внесен в Сталинский расстрельный список от 31 августа 1937 г. («Москва-центр») по 1-й категории («за» Сталин, Молотов, Ворошилов, Жданов, Каганович). Приговор  ВКВС вынесен 2 сентября 1937 года по обвинению во «вредительстве и участии в к.-р. правотроцкистской террористической организации». Расстрелян в тот же день в группе 32 осужденных (вместе с А. Г. Шляпниковым и П. С. Мулявко) заместителем коменданта НКВД СССР П. А. Яковлевым
Место захоронения: неизвестное место Донского кладбища (в тот день расстрелянных по приговору ВКВС СССР не кремировали, а захоранивали).
Доносчик на Ломова-Оппокова С. А. Саркисов в тот же день был расстрелян в Киеве по приговору в/с ВКВС СССР.
Реабилитирован посмертно 18 января 1956 года.

## Семья
Жена — Наталия Григорьевна Оппокова-Ломова (урожд.Подлясская; 1891, Баку—1958, Москва). После того, как был репрессирован ее муж, неоднократно арестовывалась как ЧСИР. Реабилитирована в 1954 году.
- Приемная дочь (с 1918 г.) — Варвара Ильинична Плакунова.
- Дочь — Нина Георгиевна Оппокова-Ломова (в замуж. Зюзенко; 1920—2001)[14]. В 1939 году Нину Оппокову-Ломову вместе с четырьмя её бывшими одноклассницами, дочерьми известных партийных и советских деятелей — Еленой Моисеевной Рухимович, Тамарой Алексеевной Медведевой, Татьяной Иваровной Смилгой-Полуян, Натальей Николаевной Крестинской — арестовали за «контрреволюционную агитацию»[15][16].
- Сын — Юрий Георгиевич Оппоков-Ломов (1924—2021), участник Великой Отечественной войны. Стоматолог-хирург, автор книги воспоминаний[17].

## Киновоплощение
- 1967 — «Штрихи к портрету В. И. Ленина», фильм 1-й «Поимённое голосование». В роли Ломова — Геннадий Кочкожаров